# Eisenbahnsignale in Finnland

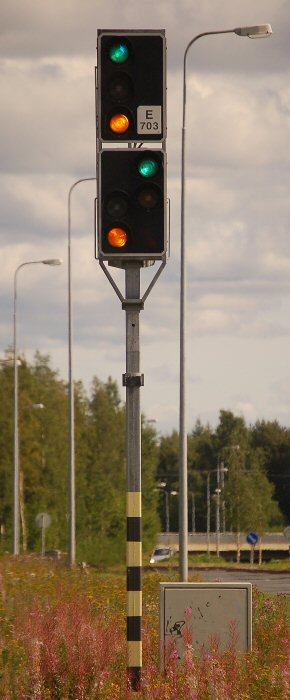
Haupt- und Vorsignal an einem Signalmast, das Vorsignal gilt für das folgende Hauptsignal. Der resultierende Signalbegriff ist Fahrt mit 35 km/h, Fahrt mit 35 km/h erwarten.

Die Eisenbahnsignale in Finnland sind Eisenbahnsignale, die aus ortsfesten Lichtsignalen bestehen. Sie werden zusammen mit dem Zugbeeinflussungssystem ATC für den Zugverkehr im finnischen Eisenbahnnetz verwendet.

## Hauptsignale
Die Hauptsignale, die den deutschen H/V-Signalen ähneln, können folgende Signalbilder zeigen:
| Signalbild | Signalbild        | Bedeutung |
| ---------- | ----------------- | --- |
|            | Halt              | Vor dem Signal ist anzuhalten. Erst nach der Erlaubnis des Fahrdienstleiters oder durch Zwergsignale darf das Signal passiert werden. |
|            | Freie Fahrt       | Das Signal darf mit der erlaubten Geschwindigkeit passiert werden.                                                                    |
|            | Fahrt mit 35 km/h | Das Signal darf mit maximal 35 km/h passiert werden. Die ATC-Führerstandsanzeige kann eine höhere Geschwindigkeit zulassen.           |

Hauptsignale können auch mit nur zwei Laternen ausgestattet sein, die Halt oder freie Fahrt anzeigen. Daneben werden auch Signale mit oben und unten abgerundetem Schirm verwendet, deren Signallaternen ebenfalls senkrecht übereinander, in derselben Abfolge, jedoch mittig angeordnet sind.

## Vorsignale
Vorsignale, die den deutschen H/V-Vorsignalen in Kompaktbauweise ähneln, werden 1200 Meter vor einem Hauptsignal aufgestellt. Sie können folgende Signalbilder zeigen:
| Signalbild | Signalbild                 | Bedeutung                                                        |
| ---------- | -------------------------- | ---------------------------------------------------------------- |
|            | Halt erwarten              | Das folgende Hauptsignal steht in Haltlage.                      |
|            | Fahrt mit 35 km/h erwarten | Das folgende Hauptsignal zeigt „Fahrt mit 35 km/h“.              |
|            | Freie Fahrt                | Das nächste Hauptsignal zeigt den Fahrtbegriff „freie Fahrt“ an. |

Vorsignale der alten Bauform besitzen einen runden Schirm mit zwei Laternen übereinander. Der obere weiße Lichtpunkt den Begriff „Halt erwarten“ anzeigt und die untere grüne einen der beiden Fahrtbegriffe am Hauptsignal ankündigt.

## Blocksignale
Blocksignale können folgende Signalbilder anzeigen:
| Signalbild | Signalbild           | Bedeutung |
| ---------- | -------------------- | --- |
|            | Halt                 | Das Signal darf nicht passiert werden. Erlaubnis zur Vorbeifahrt am Signal kann durch Zwergsignale gegeben werden. |
|            | Fahrt, Halt erwarten | Das Signal darf mit der erlaubten Geschwindigkeit passiert werden. Das folgende Hauptsignal steht in Haltlage.     |
|            | Freie Fahrt          | Die folgenden zwei Blockabschnitte sind frei, das folgende Hauptsignal zeigt einen Fahrtbegriff.                   |

Etwa seit den 1990er Jahren werden nach dem Vorbild der alten Deutschen Bundesbahn Vorsignalschirme am rückgelegenen Hauptsignal angebracht. Blocksignale mit drei Lichtpunkten werden seitdem nicht mehr neu aufgestellt.

## Zwergsignale

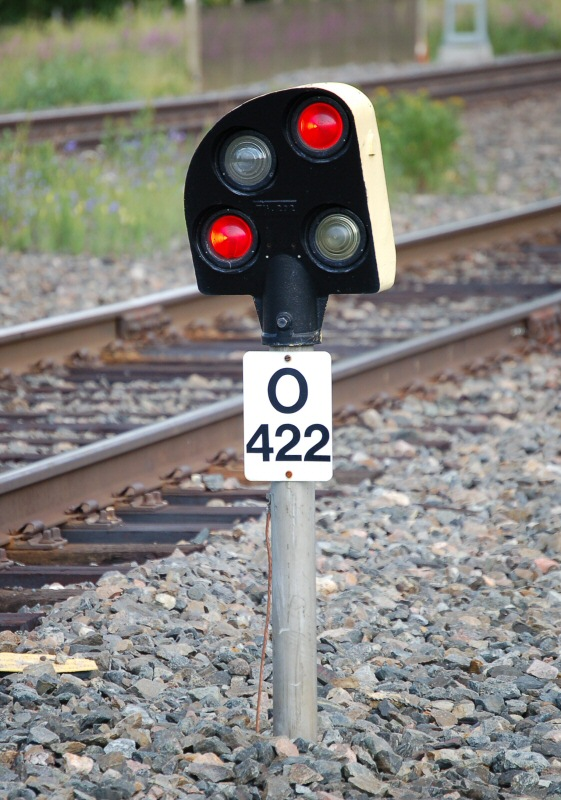
Dieses Zwergsignal zeigt „Halt“

Ein Zwergsignal kann folgende Signalbilder anzeigen:
| Signalbild | Signalbild         | Bedeutung |
| ---------- | ------------------ | --- |
|            | Halt               | Das Signal darf nicht passiert werden. |
|            | Fahrt mit Warnung  | Das Signal darf passiert werden, jedoch ist der Fahrweg möglicherweise durch Fahrzeuge oder Züge besetzt. Es ist daher vorsichtig zu fahren. |
|            | Örtliche Erlaubnis | Das Signal darf erst passiert werden, wenn eine Erlaubnis zum Befahren der Strecke weitergegeben wurde.                                      |

Ein Zwergsignal kann auch in Verbindung mit dem Hauptsignal aufgestellt werden. Wenn das Hauptsignal nicht das Signalbild „Halt“ anzeigt, leuchtet beim Zwergsignal das Signalbild „Fahrt mit Warnung“.

## Brückensignale

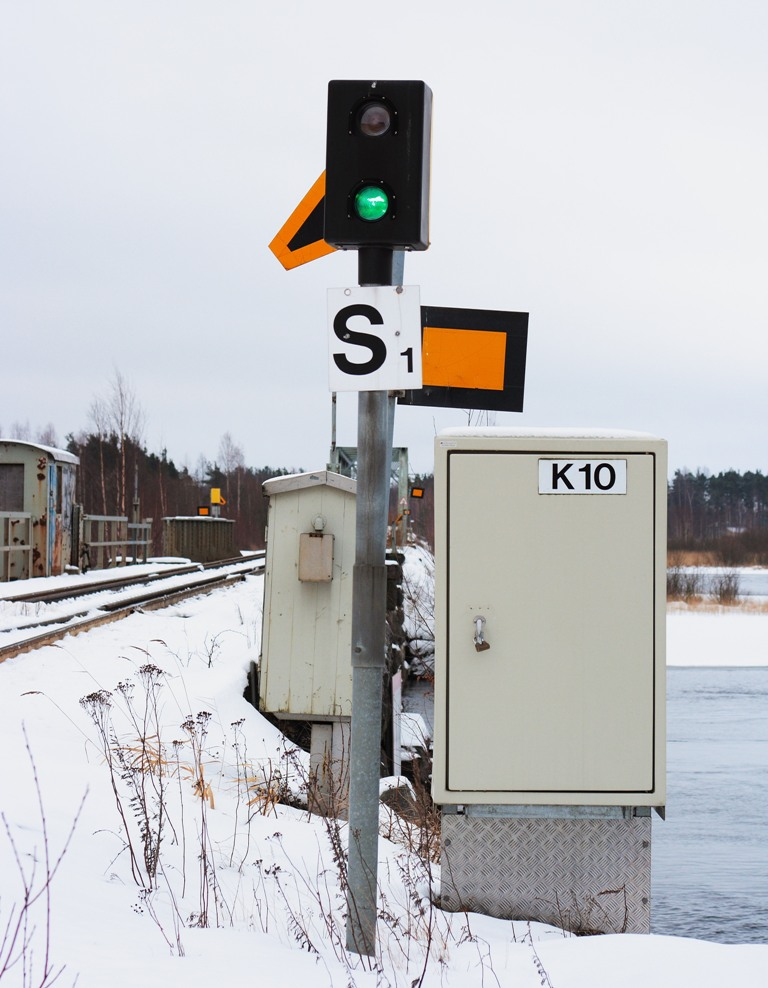
Ein Brückensignal, das den Begriff „Fahrt“ anzeigt

Brückensignale sind kleine Signale, die verwendet werden, um den Zustand einer Beweglichen Brücke anzuzeigen. Es kann folgende Signalbegriffe anzeigen:
| Signalbegriff | Signalbegriff | Bedeutung                                                                                |
| ------------- | ------------- | ---------------------------------------------------------------------------------------- |
|               | Halt          | Die Brücke ist offen und nicht gesichert, das Signal darf deshalb nicht passiert werden. |
|               | Fahrt         | Die Brücke ist geschlossen und gesichert. Das Signal darf passiert werden.               |

## Signalwiederholer
Ein Signalwiederholer ist ein Signal, das wiederholt den Signalbegriff eines Hauptsignals ankündigt. Sie werden aufgestellt, wenn die Signalsicht nicht ausreichend ist. Signalwiederholer können folgende Signalbegriffe anzeigen:
| Signalbild | Bedeutung                                    |
| ---------- | -------------------------------------------- |
|            | Das Hauptsignal zeigt einen Haltebegriff an. |
|            | Das Hauptsignal zeigt einen Fahrtbegriff an. |